# Vandelaer

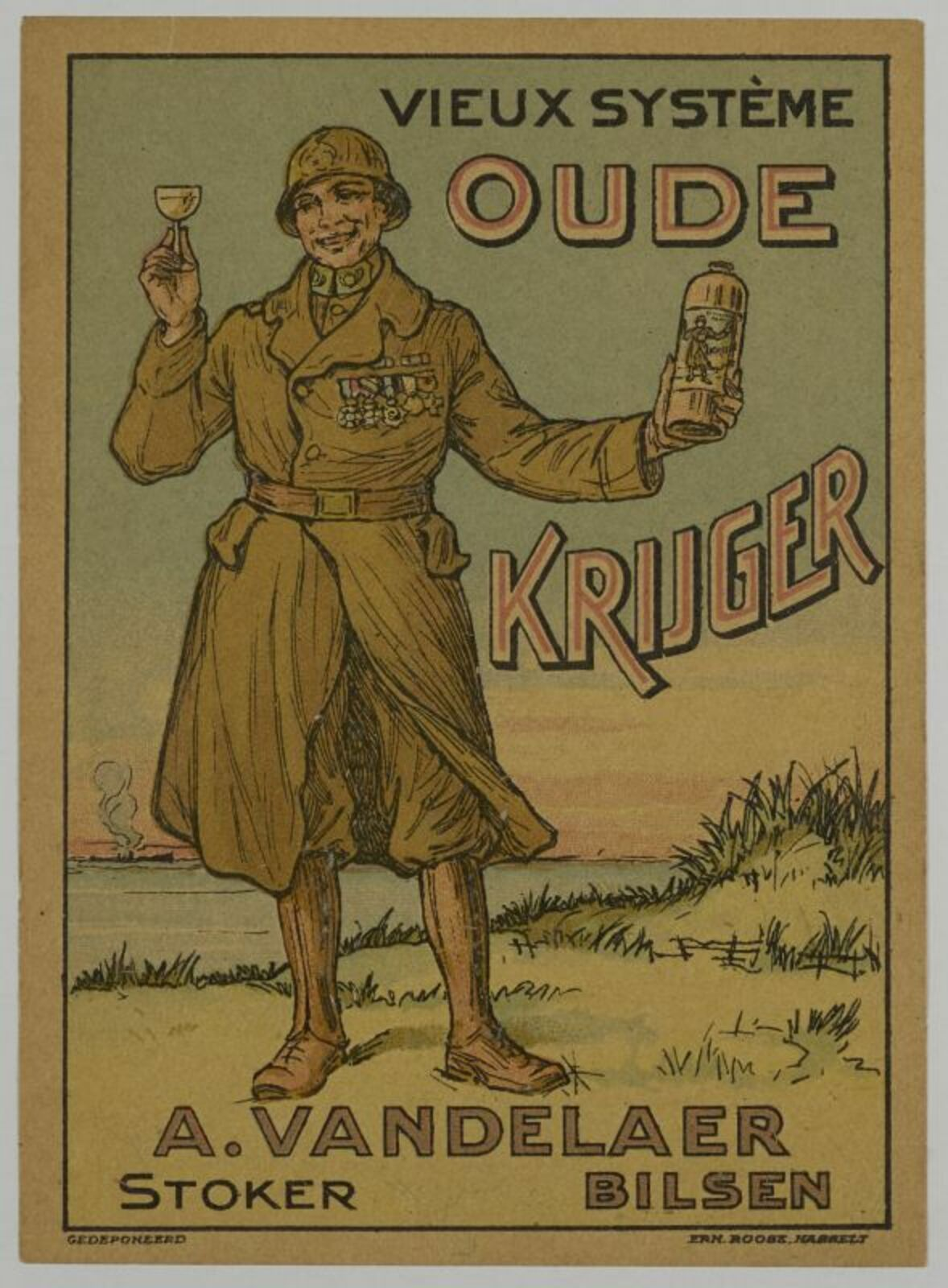
Buiketiket 'Oude Krijger' van stokerij Vandelaer te Bilzen uit 1920-1930

Stokerij Vandelaer (ook gekend als Stokerij Hollandia) was een likeurhandel en later likeurfabrikant in Bilzen en Hasselt.

## Geschiedenis[1]
Vandelaer start als likeurhandel in de Genutstraat in Bilzen in 1924. De uitbater is Alfons Vandelaer (Bilzen, 1895 - Hasselt, 9 mei 1975).
Rond 1930 begint Vandelaer met de import van Hollandse jenevers. De verkoop ervan gebeurt onder de merknaam 'Hollandia'.
In 1931 verhuist Vandelaer naar de Maastrichtersteenweg 79 in Hasselt. In de jaren erna start Vandelaer met de eigen productie van likeuren. Er was ook een filiaal in Dambrugstraat 23 in Antwerpen.
In 1962 verkoopt Vandelaer de likeurstokerij aan stokerij Motmans in Hasselt. 

## Producten
- Elixir Rosa
- Graanjenever Oude Krijger 1302
- Oude Klare Hollandia
- Zeer Oude Genever Hasselt